# Zilog Z8000

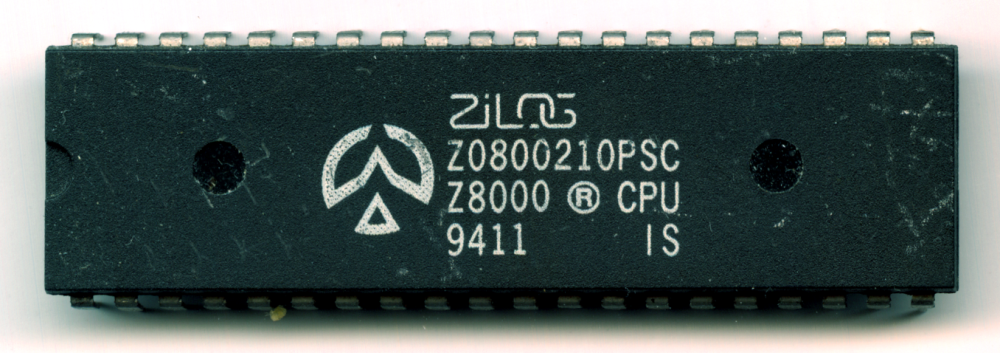

Zilog Z8000, är en 16-bitars processor från Zilog. Den finns i två versioner. Z8001 kunde adressera upp till 23-bitar (8 megabyte) via segmentregister, medan Z8002 bara kunde adressera 64 kilobyte. Den finns också i en nyare version kallad Zilog Z80000. Z8000 och Z80000 är inte kompatibla med Zilog Z80.